# Eric De Vlaeminck
Eric De Vlaeminck (Eeklo, 23 marzo 1945 – Eeklo, 4 dicembre 2015) è stato un ciclocrossista, ciclista su strada e pistard belga.
Professionista dal 1965 al 1980, vinse sette titoli mondiali nel ciclocross.

## Vita privata
Era fratello maggiore di Roger De Vlaeminck, quattro volte vincitore della Parigi-Roubaix. Suo figlio,Geert, morì a  26  anni durante una corsa di ciclocross a causa di un infarto,corsa alla quale era presente lo stesso Eric.

## Carriera
A soli 21 anni, alla prima stagione di professionismo, nel 1966, era già campione del mondo di ciclocross. Conquistò poi altre sei volte consecutive la maglia iridata, dal 1968 al 1973, venendo poi sconfitto dal connazionale Albert Van Damme nel 1974. L'ultimo suo piazzamento ai campionati del mondo fu il terzo posto del 1977.
Anche in patria fu protagonista, con i titoli di campione del Belgio nel 1966, 1968, 1971 e 1972.
Su strada non seppe eguagliare le gesta del più celebre fratello Roger, ma riuscì ugualmente a raccogliere qualche vittoria, le più importanti delle quali furono il Giro del Belgio 1969, la Parigi-Lussemburgo del 1970 e una tappa del Tour de France 1968. Sempre in classiche belghe fu terzo alla Gand-Wevelgem del 1969, dietro al fratello Roger, mentre alla Freccia Vallone fu secondo nel 1969 e terzo nel 1970.

## Palmarès

### Cross
- 1965-1966

Campionati del mondo (Beasain)
Jaarmarktcross Niel
Noordzeecross
- 1966-1967

Campionati belgi
Jaarmarktcross Niel
- 1967-1968

Campionati del mondo (Lussemburgo)
Jaarmarktcross Niel
- 1968-1969

Campionati del mondo (Magstadt)
Campionati belgi
Jaarmarktcross Niel
Noordzeecross
- 1969-1970

Campionati del mondo (Zolder)
Grote Prijs Eeklo
- 1970-1971

Campionati del mondo (Apeldoorn)
Campionati belgi
Jaarmarktcross Niel
Duinencross
Noordzeecross
- 1971-1972

Campionati del mondo (Praga)
Campionati belgi
Duinencross
- 1972-1973

Campionati del mondo (Londra)
Noordzeecross
- 1974-1975

Noordzeecross

### Strada
- 1968

1ª tappa Tour de France (Arlon > Forest)
Grand Prix du Tournaisis
Grand Prix Union-Brauerei
- 1969

Omloop der Vlaamse Ardennen
1ª tappa Giro del Belgio
3ª tappa Giro del Belgio
Classifica generale Giro del Belgio
Kampioenschap van Vlaanderen
1ª tappa Grand Prix du Midi Libre
- 1970

Gran Premio del Canton Argovia
Parigi-Lussemburgo
- 1971

Prologo Tour de Luxembourg
Trofee Jean-Pierre Monseré
- 1972

G.P. Marcel Kint
- 1977

2ª tappa Tour d'Indre-et-Loire

## Piazzamenti

### Grandi Giri
- Tour de France

1968: 51º
1970: non partito (7ª/1ª tappa)
1971: 62º
- Vuelta a España

1968: ritirato

### Classiche monumento
- Milano-Sanremo

1969: 40º
1970: 61º
1977: 21º
- Giro delle Fiandre

1968: 24º
1969: 12º
1970: 14º
- Parigi-Roubaix

1969: squalificato
1970: ritirato
1971: 9º
- Liegi-Bastogne-Liegi

1970: 4º

### Competizioni mondiali
- Campionati del mondo su strada

Mendrisio 1971 - In linea: 40º
- Campionati del mondo di ciclocross

Beasain 1966: vincitore
Lussemburgo 1967: 5º
Lussemburgo 1968: vincitore
Magstadt 1969: vincitore
Zolder 1970: vincitore
Apeldoorn 1971: vincitore
Praga 1972: vincitore
Londra 1973: vincitore
Melchnau 1975: 4º
Hannover 1977: 3º